# Ingaderia
Ingaderia es un género de hongos liquenizados en la familia Roccellaceae.